# Estación São Paulo-Morumbi
Estación São Paulo-Morumbi es una estación de la Línea 4-Amarilla del metro de la ciudad brasileña de São Paulo, con pronóstico de entrega a inicios del 2012, como parte de la segunda fase de estaciones de la línea. Tendrá integración también con la futura Línea 17 - Oro.

## Características
Situada en la Avenida Professor Francisco Morato, sin número (entre la Avenida Jorge João Saad y la Calle Maurílio Vergueiro Porto), cercana al Estádio do Morumbi, la estación está enterrada, con plataformas laterales y central y estructura en concreto aparente. Posee acceso para discapacitados físicos e integración con terminal de ómnibus urbanos. Su capacidad será de 78 260 pasajeros por día.

## Construcción
En abril del 2010 una grúa de cerca de treinta metros de altura se cayó en las obras de la estación al izar materleas del fondo de uno de los pozos, cayendo sobre la Avenida Professor Francisco Morato, sin causar heridos o interrumpir los trabajos.

## Tabla
| Sigla | Estación          | Inauguración          | Capacidad            | Integración                  | Plataformas         | Posición    | Comentarios                                   |
| ----- | ----------------- | --------------------- | -------------------- | ---------------------------- | ------------------- | ----------- | --------------------------------------------- |
| MBI   | São Paulo-Morumbi | 27 de octubre de 2018 | 78 mil pasajeros/día | Terminal de Ómnibus urbanos. | Laterales y Central | Subterránea | Estación con estructura de concreto aparente. |